# Parafia Ewangelicko-Augsburska Opatrzności Bożej we Wrocławiu
Parafia Ewangelicko-Augsburska Opatrzności Bożej we Wrocławiu – jedna z parafii Kościoła Ewangelicko-Augsburskiego we Wrocławiu, należąca do diecezji wrocławskiej. W 2020 liczyła 753 wiernych.

## Historia
Na terenie parafii w kościele znajdują się dwie tablice poświęcone żołnierzom niemieckim poległym w latach 1914–1917, oraz tablica upamiętniająca ustanowienie Orderu Krzyża Żelaznego (za ołtarzem). Kościół został poświęcony 27 października 1750. Nazwę dworski uzyskał w 1830 roku z okazji 300-lecia Konfesji Augsburskiej. Wiąże się to z faktem, że obok kościoła znajduje się pałac królewski, od 1750 roku wrocławska rezydencja króla Prus, Fryderyka II Wielkiego.

## Kościół parafialny
Kościół Opatrzności Bożej  dawniej znany jako kościół dworski - późnobarokowy kościół ewangelicki wg planów Friedricha Arnolda i Johanna Boumanna, położony przy ul. Kazimierza Wielkiego. Obecnie przy nim znajduje się siedziba biskupa diecezji  - kościół nie jest jednak katedrą, gdyż takiej funkcji nie przewidują przepisy kościelne. Do roku 1945 należał do kościoła ewangelicko-reformowanego, głównym wrocławskim kościołem luterańskim był wówczas Kościół św. Elżbiety.